# 引发体
引發體（Primosome）是在DNA複製重啟 (DNA replication restart) 的途徑中所形成之核蛋白，此核蛋白能夠將複製型螺旋酶重新導入複製重啟位置。目前引發體僅在原核生物中發現，而真核生物的DNA複製重啟則是藉由其鄰近的複製體完成。